# Industrie pétrolière de l'Arabie saoudite
L'industrie pétrolière de l'Arabie saoudite est issue des explorations des années 1930, qui permirent de découvrir les plus gros gisements de pétrole du monde. L'Arabie saoudite est actuellement le deuxième producteur mondial de pétrole (devant la Russie et derrière les États-Unis). Le pays détient les deuxièmes plus grosses réserves mondiales (bien que leur montant exact soit sujet à caution, voir pic pétrolier). Entre 1973 et 2002, l'Arabie Saoudite a reçu 2 000 milliards de dollars de revenus pétroliers. Les investissements dans l'industrie font défaut et le pays vit majoritairement de la rente pétrolière.
Un pic de production est annoncé pour 2027.

## Réserves et productions d'hydrocarbures en 2013

### Pétrole
L'Arabie saoudite détient les deuxièmes plus importantes réserves prouvées de pétrole au Monde. Elles totalisent 265,9 milliards de barils, soit 36,5 milliards de tonnes. Ces réserves représentent 15,8 % des réserves mondiales. Il s'agit d'un pétrole de qualité sensiblement meilleure que celui du Venezuela qui est le premier pays en termes de réserves.
L'Arabie saoudite reste le premier producteur mondial avec 11,525 millions de barils/jour, devant la Russie (10,788 millions de barils/jour) et les États-Unis (10,003 millions de barils/jour).

### Gaz
Les quantités de gaz naturel en Arabie saoudite apparaissent relativement modestes en proportion des réserves pétrolières. Le pays est tout de même classé 6e à l'échelle mondiale, avec des réserves prouvées de 8 200 milliards de m3, loin cependant des trois grands pays gaziers que sont l'Iran, la Russie et le Qatar. Ces réserves ne représentent que 4,4 % des réserves mondiales. 
L'Arabie saoudite produit 103 milliards de m3/an, loin derrière les États-Unis (687,6 milliards de m3/an) et la Russie (604,8 milliards de m3/an).

## Histoire des découvertes - Succession de sociétés exploitantes
Jusque dans les années 1930, sous les sables immobiles de l'est arabique, reposaient, insoupçonnées, les plus grandes réserves mondiales de cet or qu'on dit noir. Certes le roi Abdelaziz Al Saoud avait accordé une concession autorisant une société de portefeuille britannique à la recherche de pétrole à explorer le désert, mais celle-ci n'ayant pas fait usage de ce droit avait perdu sa concession. En 1933, le roi, par l'intermédiaire de St. John Philby, attribua à la SOCAL (Standard Oil of California) les droits exclusifs de prospection et d'exploitation du pétrole dans la région Est de l'Arabie, ainsi que des droits spéciaux dans d'autres régions du royaume, ce pour une durée de 60 années, qui furent portées à 66 par la suite. Une nouvelle entité, la California Arabian Standard Oil Company (CASOC), détenue à 50 % par la Socal (qui devint par la suite Chevron) et (à partir de 1937) à 50 % par la Texas Company (future Texaco), devint propriétaire de la concession en 1934. En 1944, la Casoc fut renommée Arabian American Oil Company, mondialement connue sous son acronyme d'Aramco. En 1948, la Standard Oil Company of New Jersey (qui prit par la suite le nom d'Esso puis celui d'Exxon) et la Socony-Vacuum Oil Company (l'ancêtre de Mobil) rejoignirent le capital de l'Aramco. Les quatre compagnies, toutes américaines, restèrent jusqu'en 1973 les chevilles ouvrières du développement pétrolier en Arabie saoudite.
La recherche de nouveaux gisements, qui se poursuit encore 55 ans après les premières découvertes, révéla bientôt que la province de l'Est recelait les plus grands champs d'hydrocarbures du monde. Le premier segment de Ghawar, le plus vaste gisement du monde, fut découvert en 1948 ; Safaniya, le plus grand gisement en mer, en 1951. En 1991, 60 gisements exploitables avaient été mis au jour, dont 5 pour la seule année 1990. En 1989 et 1990, un total de 7 nouveaux gisements, d'un brut léger de qualité supérieure, ont été découverts au sud de Riyad, au cœur d'une région située en dehors des secteurs supposés à hydrocarbures.

## Exploitation

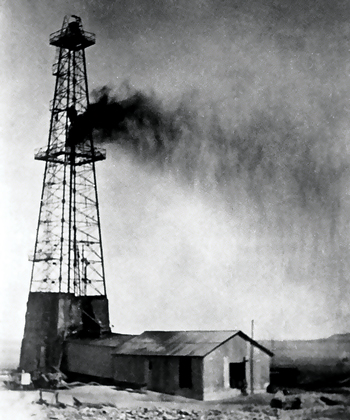
Le puits Dammam no 7, le 4 mars 1938.

Le forage débuta en avril 1935 dans la région de Dammam Dome, le long de la côte du golfe Persique, mais le premier puits ne commença à rendre que le 4 mars 1938. Le premier baril embarqua en mai 1939 à Ras Tanura qui devint par la suite un des plus grands terminaux exportateurs de pétrole. En 1991 plus de 60 milliards de barils avaient été produits depuis 1938 rien que par l'Aramco, mais les réserves connues sont de 257,5 milliards de barils et susceptibles d'augmenter davantage à mesure que les gisements du Sud du Nadj seront circonscrits. Les réserves de gaz naturel non associé dépassaient en 1991 les 6,4 milliards de mètres cubes. Les programmes d'expansion en cours prévoyaient une augmentation de la production à 10 millions de barils par jour.
En 1973, l'Arabie saoudite s'arrogea 25 % des droits et des propriétés de l'Aramco. Cette réappropriation du patrimoine national conduisit le gouvernement à la prise de contrôle de l'Aramco dont elle acquit 60 % en 1974, puis 100 % en 1980. Officiellement renommée Saudi Arabian Oil Company ou Saoudi Aramco en 1988, l'Aramco continue de faire trembler l'industrie et de bouleverser les salles de change du monde entier en usant de son acronyme vieux de 50 ans. L'Aramco remplit aujourd'hui les fonctions d'opérateur pour la production du pays, et joue le rôle d'intermédiaire dans un certain nombre de projets de BTP ou d'ingénierie. La compagnie officiait d'ailleurs à ce titre dès 1949 en supervisant la construction de la ligne ferroviaire Dammam-Riyadh dont le gouvernement était maître d'œuvre, ou plus récemment en contrôlant le déroulement du Master Gas Plan. La puissance de l'Aramco s'est aussi manifestée par la conduite d'opérations en aval de l'extraction, par exemple l'établissement en 1988 d'une coentreprise avec Texaco destinée à raffiner, distribuer et commercialiser des produits dérivés du pétrole dans l'Est et la région du Golfe des États-Unis.
Bien que l'Aramco contrôle 95 % de la production d'Arabie saoudite, deux autres compagnies opèrent dans la moitié saoudite de la Zone Divisée, l'ancienne zone neutre entre le Koweït et l'Arabie saoudite. La Getty Oil Company, à capitaux américains, détenait la concession pour la zone terrestre avant que cela soit vendu a lukoil alors que l'Arabian Oil Company (AOC holdings), de nationalité japonaise, exploite la concession offshore. Cette bande de territoire, sujet d'un litige entre les deux pays, fut mise en commun par l'Arabie saoudite et le Koweït en 1965, puis divisée en deux parties quasi-égales en 1970. Les deux pays convinrent également de partager équitablement les réserves pétrolières de la zone et de se diviser les revenus du pétrole. Les réserves connues pour toute la zone totalisaient en 1991 5 milliards de barils, et la production était en moyenne de 359 000 barils par jour entre 1985 et 1989, la part saoudite de cette production constituant entre 2 et 4 % de la production totale de l'Arabie saoudite.
Seul opérateur pour la province de l'Est, l'Aramco n'a jamais eu besoin de forer et d'exploiter que le nombre optimum de puits ; après un demi-siècle, plusieurs de ces puits requièrent une repressurisation artificielle par un système d'injection d'eau de mer salée non-potable, drainée et injectée dans les réservoirs à mesure que le brut en est extrait. Seuls 850 puits sont utilisés pour couvrir une production allant jusqu'à 9 millions de barils par jour, ce qui représente une moyenne de 10 588 barils par jour chacun.

## Installations de transport et de traitement
La manipulation, le transport et le traitement des matières pétrolières requiert un réseau complexe d'installations réparties dans tout l'Est arabique et reliées entre elles par plus de 21 000 km d'oléoducs. Chacune des 60 usines de séparation gaz-pétrole (Gas-oil separator plants ou GOSPs) dessert plusieurs puits dans un rayon d'action considérable, par l'intermédiaire d'une maille dense d'oléoducs de jonction, et embrase le ciel nu de ses cheminées de gaz incandescent. Les complexes stabilisateurs de Abqaiq et Juaymah adoucissent des flux de brut acide tandis qu'ailleurs les usines de traitement des gaz naturels produisent propane, butane et gaz de ville (méthane). À Ras Tanura, une raffinerie géante d'une capacité de 530 000 barils par jour, ouverte en 1941 et agrandie constamment depuis, traite une partie du brut avant son expédition. Ici opèrent des usines spécialisées dans les produits dérivés du pétrole — comme dans la ville nouvelle d'al-Jubayl — alors que là, le long des côtes, de Ras Tanura à Juaymah en passant par Yanbu, s'étendent de vastes terminaux d'exportation. 
De grandes raffineries ont également été construites à al-Jubayl (280 000 barils par jour), à Yanbu (250 000 barils par jour pour l'export et 170 000 barils par jour réservés à la consommation domestique). Les raffineries de Riyad (134 000 barils par jour), de Jiddah (95 000 barils par jour), Rabigh (332 000 barils par jour) et de Khafji (30 000 barils par jour) portent à 8 le nombre total de raffineries en Arabie saoudite avec une capacité totale de 1,82 million de barils par jour.

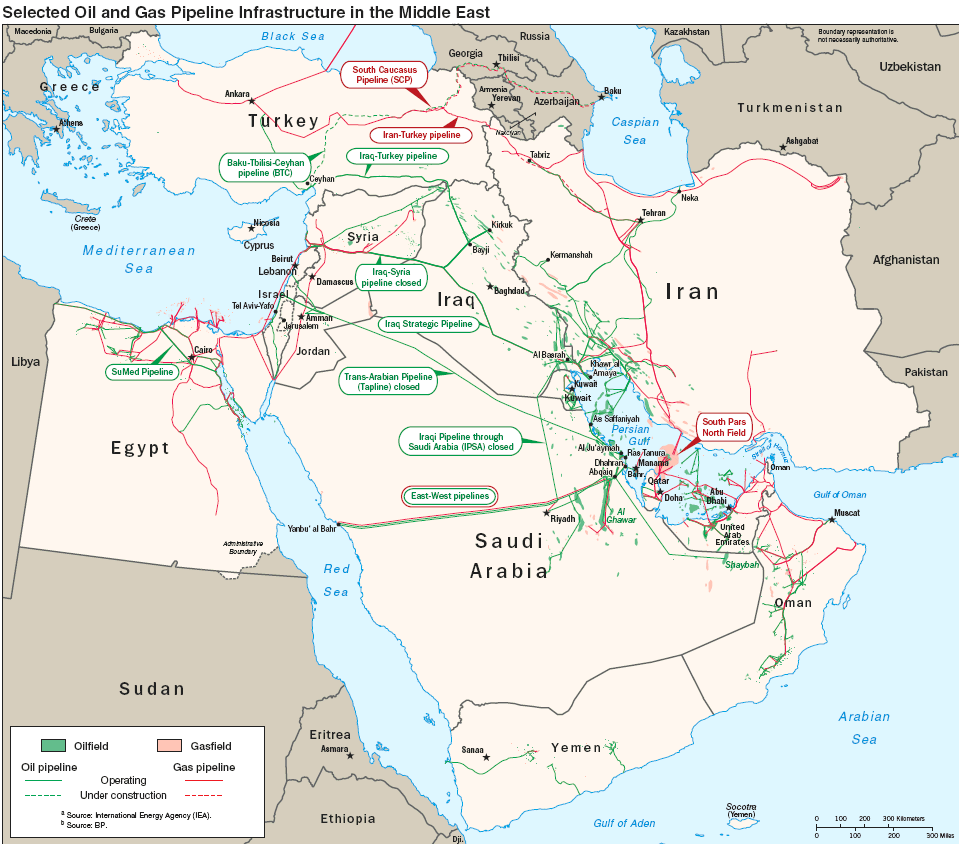
Oléoducs et gazoducs au Moyen-Orient.

Le long oléoduc trans-arabe (Tapline) ouvert en 1951, nécessitant des réparations constantes, perdit toute rentabilité durant les années 1970 et devint peu à peu inexploitable ; il fut définitivement fermé en 1990. Néanmoins, les Saoudiens n'abandonnèrent jamais l'idée d'une issue à l'Ouest, cette fois non pas pour les exportations normales, mais à des fins stratégiques, le détroit d'Ormuz partagé entre Oman et l'Iran étant un lieu de passage dangereux en cas de conflit entre États du Golfe et la navigation dans le Golfe présentant de réels dangers depuis la guerre Iran-Irak. Ces considérations stratégiques ont conduit durant les années 1980 à la construction, au prix de plusieurs milliards de dollars d'investissement, de trois vastes oléoducs joignant le port de Yanbu aux champs pétrolifères de l'Est : l'oléoduc des gaz naturels liquéfiés (NGL), de 1 170 km de long et de 66 à 76 cm de diamètre, reliant l'Est à l'Ouest, fut mis en service en mars 1981 et transporte aujourd'hui 270 000 barils par jour (équivalent pétrole) ; quant à l'oléoduc de brut d'un diamètre de 122 cm ouvert en juin 1981, ainsi que la voie d'évitement de 142 cm de diamètre qui lui fut adjointe en 1987, ils s'étendent tous deux sur 1 200 km de long. L'adjonction de pompes hydrauliques et l'expansion des capacités de stockage à chaque extrémité de ce système de transport du brut lui confèrent aujourd'hui une capacité de l'ordre de 5 millions de barils par jour — dix fois le débit de la Tapline et une capacité d'absorption de la moitié de la production de l'Aramco.
Ces audacieux systèmes d'acheminement qui traversent la péninsule, nouveaux transsibériens de l'énergie, dotent l'Arabie saoudite d'une route domestique totalement sûre ; ils l'affranchissent en grande partie des menaces de blocus. Les Saoudites restent néanmoins sujets à une interdiction de leurs exportations depuis Yanbu si les deux détroits (Canal de Suez et Chatt-el-Arab) de la mer Rouge leur sont interdits.

## Gaz
À la fin des années 1970, l'Arabie saoudite mit en œuvre l'ambitieux plan de maîtrise du gaz ou Master Gas System. Le gaz autrefois brûlé lors de la séparation des hydrocarbures en fonction de leur densité est aujourd'hui en partie utilisé à la production de l'électricité, à la désalinisation de l'eau, la fabrication de verre, de ciments, d'engrais ou de chaux. Le gaz est aussi acheminé par conduits jusqu'aux nouvelles cités industrielles d'al-Jubayl et Yanbu pour y servir de carburant aux raffineries, aux usines pétrochimiques, aux fabriques d'engrais ou aux hauts fourneaux, ou bien pour y être exporté vers les ports d'Europe, d'Amérique ou d'Asie. Conçu pour traiter 99 millions de mètres cubes de gaz par jour, le Master Gas System permet d'apporter l'équivalent de 750 000 barils de brut par jour à un monde assoiffé d'énergie.

## Organisations internationales
L'Arabie saoudite fut un des membres fondateurs de l'OPEP et de l'OPAEP, et a joué un rôle de premier plan dans l'OPEP depuis ses tout débuts. Étant donné que la production de l'Arabie saoudite représente chaque jour une part plus importante de la production mondiale de pétrole, le pays a été appelé à jouer un rôle directeur et régulateur dans la fixation du prix du pétrole en faisant fluctuer sa production.